# Гавриил Сифносец
Гавриил (на гръцки: Γαβριήλ) е гръцки духовник, епископ на Вселенската патриаршия.

## Биография
Роден е на цикладския остров Сифнос и затова носи прякора Софносец (ο Σίφνιος). Учи в училището на Божи гроб. Споменава се за пръв път като дринополски епископ в Аргирокастро през 1799 година. Покровителстван от митрополит Йеротей Янински и автономния владетел в Янина Али паша Янински, Гавриил успява да издейства сливането на Химарската и на Делвинската епископия с неговата катедра в 1813 година. Изпада в немилост пред Али паша и е отстранен. На 23 май 1820 година присъства по покана на Али паша на диван в Янина, където Али се изказва ласкаво за него. Вероятно умира в Аргирокастро през декември 1827 година. Делвинската кондика го нарича „човек с много малко образование, остър, раздразнителен, лукав, сприхав, любител на виното и разсипник“.
Умира на 27 ноември 1827 година в Аргирокастро.